# Jacques Baroche
 (juillet 2013).
Si vous disposez d'ouvrages ou d'articles de référence ou si vous connaissez des sites web de qualité traitant du thème abordé ici, merci de compléter l'article en donnant les références utiles à sa vérifiabilité et en les liant à la section « Notes et références ».
Pour les articles homonymes, voir Baroche.
Jacques Baroche est un écrivain français.

## Œuvres
- Chants d'amour : poèmes, 1952, prix Caroline Jouffroy-Renault de l’Académie française en 1954
- Au bois cruel, 1955, prix Alfred-de-Pontécoulant de l’Académie française en 1956
- Le Sang des vierges, 1960
- Vedettes au microscope, 1961